# Espen Bugge Pettersen
Pour les articles homonymes, voir Bugge et Pettersen.
Espen Bugge Pettersen est un footballeur norvégien, né le 10 mai 1980 à Tønsberg en Norvège. Il évolue comme gardien de but.

## Sélection nationale
- Norvège : 6 sélections

Espen Bugge Pettersen obtient sa première sélection le 29 mai 2010 contre le Monténégro au cours d'un match amical gagné par les norvégiens (2-1). Bugge Pettersen entre en jeu à la 89e minute en remplacement de Rune Jarstein. 

## Palmarès
Molde FK
- Vainqueur du Championnat de Norvège (2) : 2011, 2012